# Steaua Bukareszt (rugby)
Steaua Bukareszt – rumuński zespół rugby z siedzibą w Bukareszcie, najbardziej utytułowany klub rugby w Rumunii. Drużyna swoje mecze gra na boisku zlokalizowanym w kompleksie stadionu Ghencea, gdzie odbywają się również mecze sekcji piłkarskiej.
Rumuńskie kluby rugby nie biorą udziału w europejskich rozgrywkach z powodu różnicy pomiędzy nimi a czołowymi drużynami w Europie. Natomiast rumuńska drużyna związkowa, w której grają głównie zawodnicy Steauy, uczestniczy co roku w Europejskim Puchar Challenge jako Bukareszt Rugby.

## Historia
Klub Steaua Bukareszt powstał na wniosek ministra obrony jako klub wojskowy w 1947 roku, natomiast sekcja rugby rok później z inicjatywy takich sportowców jak Nicholas Ghiondea, Margarita Blãgescu, Peter Cosmãnescu czy Emanuel Valeriu, a pierwszym trenerem został George Sfetescu. Już w drugim roku swojej działalności zdobyli tytuł mistrzów kraju, a w kolejnym sezonie również puchar kraju. W 1953 roku natomiast Steaua zdobyła pierwszy dublet. W latach 50. i 60. toczyła boje o dominację w kraju z dwoma stołecznymi klubami: Dinamo oraz CFR Grivița Roșie (późniejszym Locomotiva). Lata 70. i 80. zostały natomiast zdominiowane przez Steauę – w ciągu dwudziestu lat drużyna trzynastokrotnie zdobyła mistrzostwo kraju. Mimo iż pierwsze dziesięciolecie nowego millenium należało do Dinamo, klub nadal utrzymuje wysoką pozycję w kraju, trzykrotnie w tym czasie zdobywając tytuł mistrzowski.
Klub wyszkolił wielu zawodników, dzięki którym reprezentacja kraju odnosiła sukcesy na arenie międzynarodowej, w tym kilkukrotnie wygrała w turniejach będących protoplastami obecnego Pucharu Narodów Europy. Związani z klubem byli m.in. Daniel Barbu, Alexandru Ionescu, Alexandru Penciu, Rene Chiriac, Paul Ciobănel, Adrian Mateescu, Mircea Braga, Răducu Durbac, Eduard Suciu, Dumitru Teleașcă, Alexandru Achim, Neculai Postolachi, Florică Murariu, Marin Ionescu, Mircea Muntean, Sorin Fuicu, Marin Moț, Gheorghe Vărzaru i Liviu Hodorcă.

## Sukcesy
- Mistrzostwo Rumunii (24):  1949, 1953, 1954, 1961, 1963, 1964, 1970–71, 1972–73, 1973–74, 1976–77, 1978–79, 1979–80, 1980–81, 1982–83, 1983–1984, 1984–85, 1986–87, 1987–88, 1988–89, 1991–92, 1998–99, 2002–03, 2004–05, 2005–06
- Puchar Rumunii (11):  1950, 1952, 1953, 1955, 1956, 1958, 2004–05, 2005–06, 2006–07, 2009, 2013